# 渡辺容一郎
渡辺容一郎（わたなべ よういちろう、1967年2月 - 　）は、日本の国際政治学者、日本大学教授。

## 来歴
神奈川県小田原市生まれ。日本大学三島高等学校卒、1989年日本大学法学部政治経済学科卒業。95年同大学院法学研究科博士後期課程政治学専攻退学。2003年日本大学法学部専任講師、助教授、教授。

## 著書
- 『現代ヨーロッパの政治』北樹出版 2007
- 『イギリス・オポジションの研究 政権交代のあり方とオポジション力』時潮社 2009
- 『オポジションとヨーロッパ政治』北樹出版 2010
- 『イギリス政治の変容と現在』晃洋書房、2014

共著
- 『ヨーロッパ政治研究序説 現代民主政治の視点と課題』大八木時広共著 信山社 SBC学術文庫 2003

## 参考
- [ISBN 978-4-7710-2495-3]
- 日本大学